# Follow Your Arrow
«Follow Your Arrow» —en español: «Siga la flecha»— es una canción grabada por la cantautora de música country Kacey Musgraves. La canción aparece en su álbum debut Same Trailer Different Park. Fue lanzado el 21 de octubre de 2013, el tercer sencillo del álbum. Fue escrita por Musgraves, Brandy Clark y Shane McAnally.

## Video musical
El video musical fue dirigido por Honey y Kacey Musgraves y se estrenó en diciembre de 2013.

## Presentaciones en vivo
El 26 de enero, Musgraves interpretó la canción en los Premios Grammy de 2014, celebrada en el Staples Center en Los Ángeles.

## Rendimiento en las listas
«Follow Your Arrow» debutó en el número 56 en los Estados Unidos Billboard Country Airplay para la semana del 2 de noviembre de 2013. También debutó en el número 28 en la lista Billboard Hot Country Songs para la semana del 23 de noviembre de 2013. También debutó en el número 4 en Estados Unidos Billboard Bubbling Under Hot 100 Singles para la semana del 23 de noviembre de 2013. La canción ha vendido 221,000 copias en Estados Unidos. a partir de enero de 2014.
| Listas (2013)                           | Mejor posición |
| --------------------------------------- | -------------- |
| Estados Unidos (Bubbling Under Hot 100) | 4              |
| Estados Unidos (Country Airplay)        | 43             |
| Estados Unidos (Hot Country Songs)      | 28             |
| Canadá (Canada Country)                 | 42             |